# دهستان رودبار شهرستان
دهستان رودبار شهرستان نام دهستانی در بخش الموت غربی شهرستان قزوین، استان قزوین در ایران است. براساس سرشماری مرکز آمار ایران در سال ۱۳۸۵، جمعیت آن ۶۰۵۷ نفر (۱۶۷۶ خانوار) بوده‌است.